# سلم يعقوب (فلم 1990)
جاكوبس لادر (بالإنجليزية: Jacob's Ladder)؛ وتعني بالعربية سلم يعقوب، وهو فيلم رعب نفسي أمريكي صدر عام 1990. الفيلم من إخراج أدريان لين، وإنتاج آلان مارشال، وتأليف بروس جويل روبين، ومن بطولة تيم روبنز، وإليزابيث بينيا، وداني أييلو. أسفرت تجارب بطل الفيلم جاكوب/يعقوب أثناء خدمته في فيتنام عن رؤى غريبة مجزأة وهلوسات غريبة لا تزال تطارده، ومع تفاقم محنته، يحاول يعقوب معرفة الحقيقة.
أُنتِجَ الفيلم بواسطة كارولكو بيكتشرز بعد عشر سنوات من كتابة روبين. على الرغم من نجاح الفيلم بشكل معتدل عند إصداره، إلا أنه اكتسب جمهوراً وأصبحت مؤامراته وتأثيراته الخاصة مصدرًا للتأثير على العديد من الأعمال الأخرى مثل سلسلة ألعاب الفيديو سايلنت هيل. تم إصدار نسخة جديدة بنفس العنوان في عام 2019.

## القصة
يُعاني يعقوب من الإنفصام والرؤى والتخيلات عندما يتذكر حرب فيتنام، حيث وقع حدث ماضٍ يطارده، فالحدث جعل حياته جحيماً، حيث يصعب الفصل بين ما هو حقيقي وما هو غير حقيقي، فيحاول معرفة الحقيقة.

## طاقم التمثيل
- تيم روبنز في دور جاكوب «أستاذ» - طبيب بيطري في فيتنام.
- إليزابيث بينيا بدور جيزيبل «جيزي» بيبكين.
- داني أييلو في دور لويس «لوي» ديناردو - مقوم العظام.
- مات كرافن في دور مايكل نيومان - كيميائي.
- بروت تايلور فينس فينس بدور بول جرونيغر.
- جيسون ألكسندر في دور السيد جيري المحامي.
- باتريشيا كالمبر في دور سارة - الزوجة السابقة.
- إريك لا سال بدور فرانك.
- فينج راميز في دور جورج.
- بريان تارانتينا بدور دوج
- أنتوني أليساندرو في دور رود.
- برنت هينكلي في دور جيري.

## وصلات خارجية
- مقالات تستعمل روابط فنية بلا صلة مع ويكي بيانات